# Кравцово (Ленинградская область)
Кравцово (до 1948 — Ховинмаа, фин. Hovinmaa) — посёлок  в Селезнёвском сельском поселении Выборгского района Ленинградской области.

## Название
Топоним Ховинмаа в дословном переводе означает «Помещичья земля».
11 октября 1947 года на заседании исполкома Роккаланйокского сельсовета было решено переименовать деревню Ховинмаа в деревню Кравцово. Обоснование: «по месту захоронения майора Советской Армии Кравцова». Кравцов Федор Николаевич, 1918 года рождения, майор артиллерии, скончался 6 января 1945 года, похоронен в деревне Ховинмаа. В 1961 году прах покойного был перенесён на братское кладбище в местечко Петровка.
Переименование было закреплено указом Президиума ВС РСФСР от 1 октября 1948 года.

## История
Частью большой деревни Ховинмаа являлась деревня Ракколанйоки.

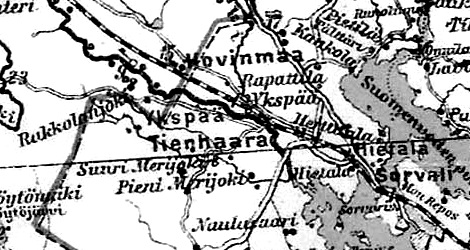
Деревни Ховинмаа и Ракколанйоки на финской карте 1923 года

До 1939 года деревня Ховинмаа входила в состав волости Вахвиала Выборгской губернии Финляндской республики.
С 1 января 1940 года по 31 октября 1944 года — в составе Карело-Финской ССР.
С 1 июля 1941 года по 31 мая 1944 года — финская оккупация. 
С 1 ноября 1944 года в составе Ройкколанйокского сельсовета Выборгского района.
С 1 октября 1948 года учитывается административными данными как деревня Кравцово в составе Кравцовского сельсовета. В ходе укрупнения хозяйства к деревне были присоединены соседние селения Вейтеля, Костиала, Леппеля, Оннила и Тиккала.
В 1961 году население деревни составляло 344 человека.
Согласно административным данным 1966 года посёлок Кравцово являлся административным центром Кравцовского сельсовета.
Согласно данным 1973 и 1990 годов посёлок Кравцово входил в состав Селезнёвского сельсовета.
В 1997 году в посёлке Кравцово Селезнёвской волости проживали 188 человек, в 2002 году — 195 человек (русские — 93 %).
В 2007 году в посёлке Кравцово Селезнёвского СП проживали 240 человек, в 2010 году — 290 человек.

## География
Посёлок находится в западной части района на автодороге 41К-413 (Селезнёво — Лужайка).
Расстояние до административного центра поселения — 3 км. 
В посёлке расположена железнодорожная платформа Кравцово линии Выборг — Бусловская. 
Через посёлок протекает река Селезнёвка.

## Демография
| 2007 | 2010 | 2017 | 2021 |
| ---- | ---- | ---- | ---- |
| 240  | ↗290 | ↘248 | ↗273 |

## Фото

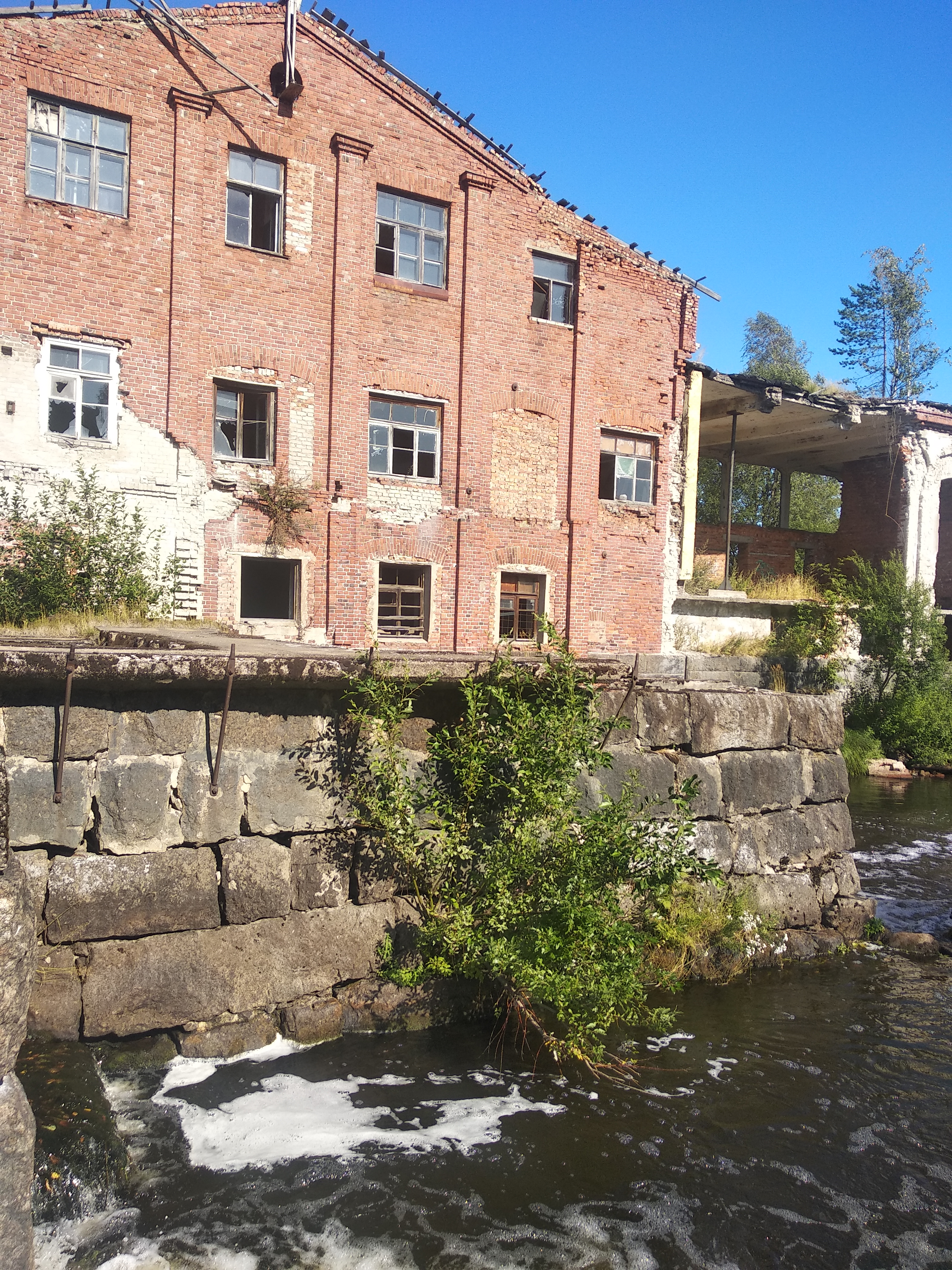
Плотина на Селезнёвке. 2019 год

## Улицы
1-я Балтийская, 1-й Боярышниковый проезд, 1-й Светлый проезд,  2-я Балтийская, 2-й Боярышниковый проезд, Аграрная, Аграрный проезд, Береговой проезд, Благодатная, Боярышниковый проезд, Брусничный проезд, Величковый переулок, Вишнёвый проезд, Гранитный проезд, Дачная, Дружбы, Еловая, Железнодорожная, Жемчужная, Заводская, Зареченская, Зелёный проезд, Золотарниковый проезд, Карьерный проезд, Кирпичная, Красный проезд, Лесная, Малиновый проезд, Молодёжная, Народная, Полевая, Речная, Родниковая, Рубиновая, Соловьиный переулок, Сосновая, Сосновый проезд, Хвойная, Черничный проезд, Чинный проезд, Центральная, Яшинское шоссе.